# Maria de Guadalupe de Lancastre Cardenas Manrique

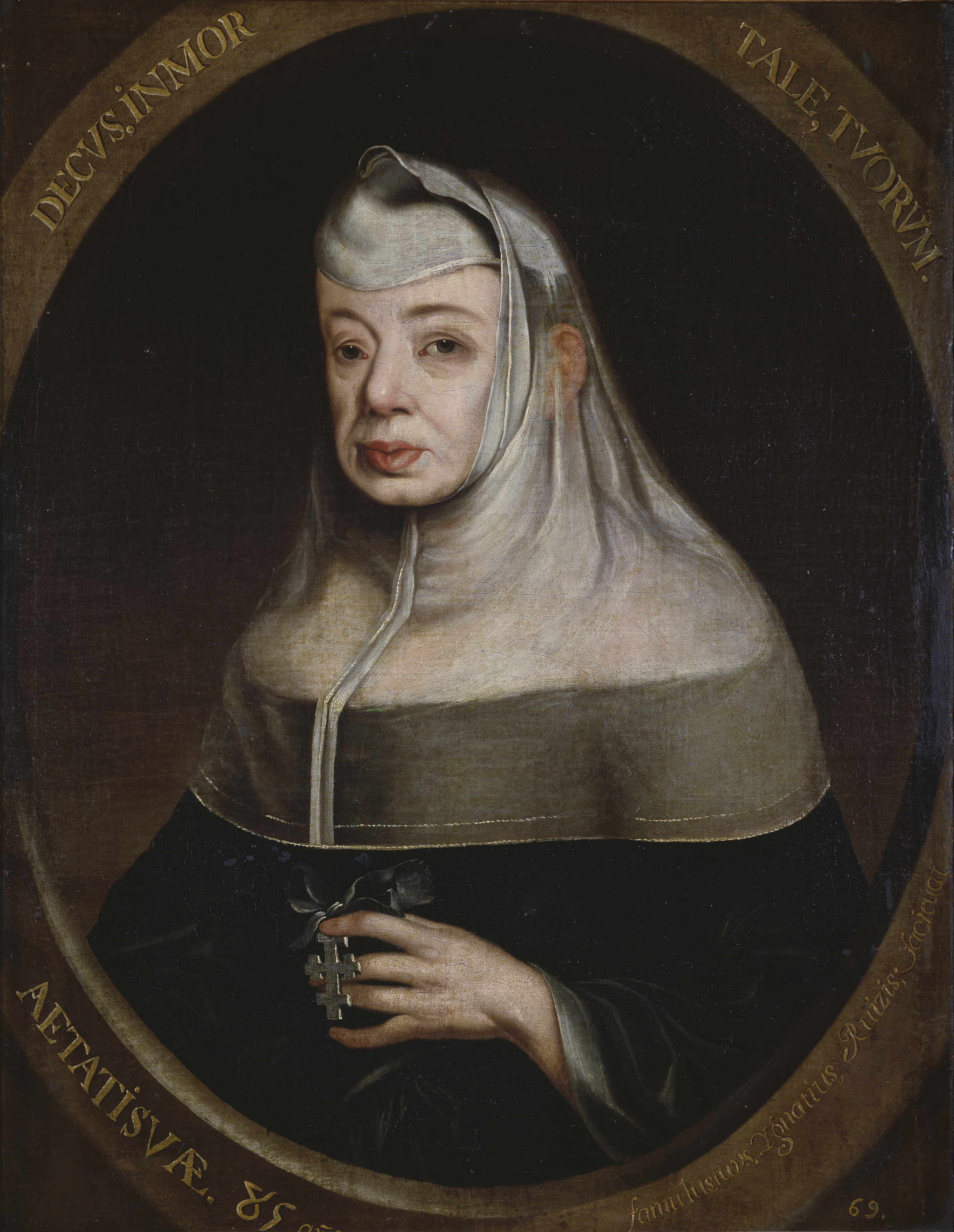
A duquesa de Aveiro, por Francisco Ignacio Ruiz dea, cerca de 1700. (Museu do Prado).

Maria de Guadalupe de Lencastre y Cardenas Manrique (Azeitão, 1630 – Madrid, 7 de fevereiro de 1715), foi a 6.° duquesa de Aveiro, e duquesa consorte dos Arcos.

## Biografia
Herdou o ducado do seu tio o 5º Duque de Aveiro, D. Pedro, morto sem filhos. A herança do Ducado de Aveiro caiu em si depois de ter prometido judicialmente transmití-lo ao seu segundo filho, D. Gabriel que teria que vir morar para Portugal. O Ducado dos Arcos ficou para o seu primogénito, Joaquim.
Tendo sido confiscada a casa de Aveiro a seu irmão D Raimundo, o 4º Duque de Aveiro, sua mãe, a marquesa de Torres Novas viúva, teve ordem de sair do reino, e D. Maria de Guadalupe acompanhou-a a Castela. Apareceram fidalgos a opor-se à sentença de confiscação, a entre estes D. Pedro de Lancastre, seu tio, que depois de longa contenda, conseguiu vencer, e veio a ser o 5° Duque.
Nas escrituras havia-se estipulado que as casas dos Arcos e de Aveiro deveriam sempre ficar separadas, ficando o primogénito com o ducado que escolhesse, sendo o outro para o filho segundo. Morto o duque D. Raimundo, e havendo paz entre Espanha e Portugal, D. Maria de Guadalupe tratou de suceder na casa de seus avós, e mandou a Lisboa, como procurador D. João Carlos Baçan, notável jurisconsulto, que apresentou um libelo contra o inquisidor geral D. Pedro de Lencastre, 5º duque de Aveiro, que estava de posse do ducado e mais estados e comendas.
Apareceram como opositores D. Agostinho de Lencastre, Marquês de Valdefuentes, filho de D. Afonso, Marquês de Porto Seguro; o filho primogénito de D. Maria Guadalupe, D. Joaquim Ponce de Leon, e os procuradores da coroa e fazenda Real.
D. Pedro morreu em 23 de abril de 1673, e a demanda continuou, até que foi decidida a 20 de outubro de 1679 a favor de D. Maria de Guadalupe, com a condição de que não tomaria posse do Estado e casa sem voltar a Portugal, a assentar em Portugal sua residência definitiva, prestando a devida vassalagem ao Rei. Apesar dos embargos que sofreu, a sentença foi confirmada, sendo a casa de Aveiro entregue a um administrador nomeado pelo Rei de Portugal. Desejando D. Maria de Guadalupe voltar com o filho a Portugal,  e não podendo vencer a oposição do marido, separou-se dele judicialmente, para vir tomar posse da casa de Aveiro de que foi a 6ª duquesa. Viúva, cedeu a casa a seu segundo filho D. Gabriel, e depois da sua morte, seu irmão mais velho, o Duque de Arcos, ratificou aquela cedência.
Está sepultada em Guadalupe.

## A escritora
Deixou um manuscrito designado «Exercício Devoto» e correspondência com o Padre Verbiest missionário jesuíta na China, entre 1685-1686, assim como foi publicada uma sua quintilha.

## Dados genealógicos
Era filha de D. Jorge de Lencastre, Duque de Torres Novas e de D. Ana Manrique de Cardenas, filha de D. Bernardino de Cardenas, 3º Duque de Maqueda, e de D. Luisa Manrique de Lara, 5ª Duquesa de Najera.
Maria de Guadalupe casou em 1665 na Espanha com o fidalgo castelhano D. Manuel Ponce de León (1632-1639), futuro 6º Duque de Arcos de la Frontera, Marquês de Zara e Conde de Bailen.
Do casamento de D. Maria nasceram:
- primogênito, Joaquim Ponce de León y Lencastre (1666-1729), 6º Duque dos Arcos;
- Gabriel Ponce de León de Lancastre, 7º Duque de Aveiro;
- Isabel Zacaria Ponce de León y Lencastre, em 1688 casada com Antonio Martin de Toledo, condestável de Navarra, 9º duque de Alba, portanto Duquesa consorte de Alba.